# 龐蒂亞克 (密蘇里州)
龐蒂亞克（英語：Pontiac）是位於美國密蘇里州歐扎克縣的普查規定居民點。

## 歷史
龐蒂亞克的郵局自1887年營運至今。

## 人口
根據2020年美國人口普查的數據，龐蒂亞克的面積為8.51平方千米，當中陸地面積為6.49平方千米，而水域面積為2.02平方千米。當地共有人口123人，而人口密度為每平方千米14.45人。